# Morton Lowry
Morton Lowry (* 13. Februar 1914 in Lancashire, England als Edward Morton Lowater; † 26. November 1987 in San Francisco, Kalifornien) war ein britischer Schauspieler.

## Leben
Edward Morton Lowater wurde als Sohn eines Mechanikers in England geboren. Während seiner Kindheit zog die Familie von Lancashire nach London, in die Nähe des Russell Square. Er begann seine Schauspielkarriere Anfang der 1930er-Jahre und nahm den Künstlernamen Morton Lowry an. In den Anfangsjahren seiner Karriere spielte er in Revues und Bühnenstücken.
1937 wanderte er in die Vereinigten Staaten aus, wo er in seinem ersten Hollywood-Film The Dawn Patrol (1938) neben Errol Flynn gleich eine gute Nebenrolle bekam. Seine zweite Filmrolle wurde eine seiner bekanntesten: Im Kriminalklassiker Der Hund von Baskerville verkörperte er neben Basil Rathbone den Naturforscher John Stapleton, welcher dem Schlossherren nach seinem Leben trachtet. Aus Der Hund von Baskerville entwickelte sich eine vierzehnteilige Sherlock-Holmes-Filmreihe, in der Lowry 1945 mit Gefährliche Mission noch einmal mitspielte. Häufig verkörperte Lowry arrogante oder schurkenhafte Figuren britischer Herkunft. Zu seinen weiteren bekannten Rollen gehören der sadistische Lehrer Mr. Jonas in John Fords vielfach ausgezeichneten Drama Schlagende Wetter (1941) und der opiumabhängige Adrian Singleton in der Literaturverfilmung Das Bildnis des Dorian Gray (1945) nach Oscar Wilde.
Nachdem Lowrys Erfolg in Hollywood bereits Mitte der 1940er-Jahre nachließ, kehrte er 1947 nach Großbritannien zurück und versuchte sich dort als Fernsehschauspieler, allerdings nur mit mäßigem Erfolg. Er spielte etwa neben Richard Greene in zwölf Folgen der Serie Die Abenteuer von Robin Hood einen namenlosen Leutnant. 1960 drehte seinen letzten Film in England und kehrte anschließend zurück in die Vereinigten Staaten, wo er allerdings nie wieder einen Film- oder Fernsehauftritt haben sollte.
Bei seinem Tod 1987 an einem Herzstillstand war er so verarmt, dass sein Grab in Sebastopol vom Staat finanziert werden musste. Lowry wurde 73 Jahre alt. Er war dreimal verheiratet, in erster Ehe von 1934 bis 1936 Diana Whally (1912–1990), dann eine kurze Zeit 1938 mit der Tochter des Rennfahrers Woolf Barnato, die ein Kind von ihm bekam. Vermutlich heiratete er noch ein drittes Mal. Auch diese Ehe endete in Scheidung.

## Filmografie (Auswahl)
- 1938: The Dawn Patrol
- 1939: Die kleine Prinzessin (The Little Princess)
- 1939: Der Hund von Baskerville (The Hound of Baskerville)
- 1939: Tarzan und sein Sohn (Tarzan Finds a Son)
- 1940: Hudson’s Bay
- 1941: Charley’s Aunt
- 1941: A Yank in the R.A.F.
- 1941: Schlagende Wetter (How Green Was My Valley)
- 1942: Helden der Lüfte (Captains of the Clouds)
- 1942: This Above All
- 1942: The Pied Piper
- 1943: Immortal Sergeant
- 1943: Keine Zeit für Liebe (No Time For Love)
- 1943: Korvette K 225 (Corvette K-225)
- 1944: Dr. Wassells Flucht aus Java (The Story of Dr. Wassell)
- 1944: None But the Lonely Heart
- 1944: Schlüssel zum Himmelreich (The Keys of the Kingdom)
- 1945: The Man in Half Moon Street
- 1945: Das Bildnis des Dorian Gray (The Picture of Dorian Gray)
- 1945: Son of Lassie
- 1945: Gefährliche Mission (Pursuit to Algiers)
- 1946: Hier irrte Scotland Yard (The Verdict)
- 1947: Kalkutta (Calcutta)
- 1959–1960: Die Abenteuer von Robin Hood (The Adventures of Robin Hood; Fernsehserie, 12 Folgen)
- 1960: Zu heiß zum Anfassen (Too Hot to Handle)